# Juvénal de Jérusalem
Pour les articles homonymes, voir Juvénal (homonymie).
Ne doit pas être confondu avec Juvénales.
 (mai 2008).
Juvénal de Jérusalem fut évêque de Jérusalem, en 422, puis premier patriarche de Jérusalem de 451 à 458.

## Biographie
Peut-être d'origine romaine car Juvénal semble avoir compris le latin, Jérusalem lui doit son titre de patriarcat, arraché en 451 au concile de Chalcédoine à la faveur d'un renversement d'alliance, qui laissa l'évêque Dioscore d'Alexandrie, son ancien allié, sur la touche. À Éphèse en effet (en 431 contre Nestorius et en 449 contre Flavien), Alexandrie et Jérusalem étaient sur la même longueur d'onde. Mais cette volte-face ne fut pas acceptée tout de suite par son Église, et il dut s'appuyer sur l'armée pour reprendre son siège, au retour de Chalcédoine, contre le prétendant Théodose (évêque pendant 18 mois, en 451-452). Il a conservé sa réputation de traître (à la cause monophysite) chez un auteur comme Jean Rufus, dont les œuvres sont conservées en syriaque, ainsi que dans la littérature ecclésiastique arménienne.
Au plan de la liturgie, une fondation (monastique) porte son nom et sert de lieu de station (voir sa localisation). On sait d'autre part, par la Vie de Mélanie la Jeune, que la fête de Noël, durant son patriarcat (en tous cas en 439), était célébrée comme à Rome le 25 décembre, alors que les sources liturgiques jusqu'à la fin du VIe siècle la mettent au 6 janvier. Comme la liturgie possédait une autre fête le 25 décembre (de « Jacob et David », en mémoire de Jacques, premier évêque de Jérusalem), le déplacement de la date durant son épiscopat ne réussit pas à s'introduire durablement.